# Poslední večeře (da Vinci)
Poslední večeře je nástěnná malba z 15. století, jejímž autorem je Leonardo da Vinci. Nachází se v refektáři dominikánského kláštera u milánského kostela Santa Maria delle Grazie. Leonardo Da Vinci malbu vytvořil pro své patrony Ludovica Sforza a Beatrici d'Este. Malba zachycuje Ježíše a dvanáct apoštolů při poslední večeři. V obraze je použita trojúhelníková kompozice (konkrétně v pozadí za Kristem a uspořádání skupinek). Z hlediska techniky malby se nejedná o fresku, která byla v renesanci často používána, protože autor vypracoval dílo na již suchou omítku. 
Ve Vídni, na počátku 19. století byla v letech 1845-1847 vytvořena v minoritském kostele  Panny Marie Sněžné, na severní zdi interiéru kostela, mozaiková kopie obrazu Poslední večeře Páně od Leonarda da Vinci. Je přístupná veřejnosti, pro výstižnější zvýraznění obrazu lze obraz nasvítit.

## Ježíš a dvanáct apoštolů
Ježíš sedí uprostřed stolu a je dominantní figurou na obraze. Ve smířlivém a odevzdaném gestu ukazuje na sklenici vína a bochník chleba. Kolem něj vidíme čtyři skupinky po třech apoštolech, kteří jsou nahnuti k sobě a debatují o zprávě, kterou jim právě Ježíš pověděl. Řekl jim, že ho jeden z nich zradí.
Z levé strany obrazu nejdál od Ježíše to jsou Bartoloměj, Jakub menší a Ondřej. Blíže k Ježíši sedí tři nejdůležitější apoštolové. Jidáš drží v ruce váček s penězi, které dostal za zradu. Je v mírném záklonu a překvapení, neboť mu je jasné, že se Ježíš o jeho zradě dozvěděl. Budoucí první papež Petr (drží v pravé ruce dýku - na obranu Ježíše) sedí za ním a naklání se k Janu Evangelistovi.
Z pravé strany obrazu sedí nejdál od Ježíše Matouš, Juda Tadeáš a Šimon. V blízkosti Ježíše sedí (nevěřící Tomáš) Tomáš, Jakub větší a Filip.

## Odkaz v populární kultuře
Obraz Poslední večeře byl také použit v dobrodružně-fantastickém románu Dana Browna Šifra mistra Leonarda. Obraz je v díle brán jako šifra, vedoucí k odhalení stovky let hledaného objektu, nebo osoby, Svatého Grálu. V díle se poukazuje na to, že da Vinci chtěl poukázat na vztah mezi Ježíšem Nazaretským a Máří Magdalenou. Konkrétně se jedná například o to, že na celém vyobrazení Poslední Večeře se nikde neobjevuje kalich (nejčastější podoba Svatého Grálu v jiných pramenech).
Ve filmu je uvedeno, že osoba po Ježíšově pravici, tedy nejblíže Pána, by mohla být žena. Po důkladném prozkoumání si můžeme povšimnout náznaku ňader, ženských rysů ve tváři, ženských vlasů, dále pak to, že osoba po Ježíšově pravici je téměř v identickém oblečení jako sám Ježíš. Pokud bychom tuto osobu vystřihli a položili ji na Ježíšovu levici, bude velmi záhadně, možná až milenecky, ležet na Ježíšově levém rameni. To vše v dílu od Dana Browna vede k tomu, že by osoba po Ježíšově pravici nemusela být jeden z apoštolů, ale Máří Magdaléna. Mezi údajnou Máří a Ježíšem je volný prostor ve znaku V což může být tvar stejně tak kalichu, ale i starý znak pro ženu, nebo také vyobrazení ženského lůna.